# ميوشيا برادا
ميوشيا برادا بيانشي (بالإيطالية: Miuccia Prada Bianchi) (من مواليد 10 مايو 1949، بمدينة ميلانو الإيطالية ) هي مصممة أزياء وسيدة أعمال إيطالية.
ميوتشا برادا هي أصغر حفيدات ماريو برادا – مؤسس العلامة التجارية الفاخرة برادا (بالإيطالية: Prada) – وتشغل منصب المدير التنفيذي لمجموعة برادا ، بالمشاركة مع السيد/ باتريسيو بيرتيللي. وبعدما عملت ميوتشا إلى جانب زوجها السيد/ باتريسيو بيرتيللي لقيادة المجموعة نحو تحقيق توسعها العالمي وتطوير منتجاتها، فقد رشحتها مجلة فوربس في عام 2014 لتحتل المرتبة الخامسة والسبعين في قائمة النساء الأكثر تأثيرًا في العالم.

## الحياة الشخصية والوظيفية
تخرجت ميوتشا في قسم العلوم السياسة بجامعة ميلانو، وسرعان ما شرعت في تصميم الإكسسوارات لنشاط العائلة التجاري في مجال الموضة والذي أسسه جدها ماريو برادا في عام 1913.
في نهاية سبعينيات القرن العشرين، التقت ميوتشا بـباتريسيو بيرتيللي، والذي كان رجل أعمال صاعدًا من منطقة توسكاني، وسرعان ما تطورت علاقتهما المهنية على نحو سريع لتتحول إلى علاقة شخصية (إذ تزوجا في وقتٍ لاحق ورُزقا بولدين). وإلى جانب باتريسيو بيرتيللي، فقد أصبحت ميوتشا القوة الدافعة لتطوير مجموعة برادا وتحقيق نموها على الصعيد الدولي.
كانت نقطة التحول لهذه العلامة التجارية هي أول مجموعة من حقائق اليد تولت ميوتشا تصميمها في عام 1985، والتي كانت تتألف من مجموعة من حقائب اليد السوداء المصنوعة من النايلون المنسوج بكل دقة. ونجحت هذه المجموعة في قيادة العلامة التجارية نحو تحقيق نموها وشهرتها العالمية.
يُنظر إلى أسلوب ميوتشا كأسلوب جرئ وغير تقليدي، والذي نجح على مدار سنوات في تقديم القوة الدافعة لتطور العلامة التجارية.
وفي عام 1993، أطلقت ميوتشا العلامة التجارية للملابس الجاهزة ميو ميو (بالإيطالية: Miu Miu).
وقد عملت ميوتشا أيضًا مع مشاهير المعماريين لتطوير تجربة التسوق، وقد عمل المصممون ريم كولهاس وهيرتزوغ ودي ميورون – الحائزون على جائزة بريتزكر – مع برادا لابتكار سلسلة متاجر «إيبي سنتر» في نيويورك  (2001)، وطوكيو (2003)، ولوس أنجلوس (2004)، بحيث يتم المزج ما بين المنتجات الفاخرة وعناصر التكنولوجيا والتصميم والمعمار إلى جانب مجموعة من الخدمات والتجارب السمعية والبصرية والتجارب التي تتفاعل مع الحواس.
في عام 2012، خصص مركز الأزياء في متحف الميتروبوليتان بمدينة نيويورك معرضه السنوي لكلٍ من ميوتشا وإلزا شياباريللي تحت عنوان: «إلزا شياباريللي وبرادا: حوارات مستحيلة».
في عام 2015، تشغل ميوتشا برادا منصب المدير التنفيذي لمجموعة برادا إلى جانب السيد باتريسيو بيرتيللي، وهي المجموعة التي تتولى إدارة العلامات التجارية التالية: برادا وميو ميو وتشرشز (بالإنجليزية: Church’s) وكار شو (Car Shoe) وماركيزي 1824 (بالإنجليزية Marchesi 1824).

## فونداتسيوني برادا
حافظت ميوتشا برادا وزوجها على اهتمامهما وحماسهما للفن الحديث، مما قادهما إلى إنشاء مؤسسة فونداتسيوني برادا (بالإيطالية: Fondazione Prada) عام 1993، والتي يشتركان في إدارتها. تتولى المؤسسة تشجيع المعارض الفنية وغيرها من الأنشطة الثقافية الأخرى المرتبطة بالسينما والفلسفة والمعمار.
وفي عام 2011، كشفت مؤسسة فونداتسيوني برادا النقاب عن قاعة للمعارض في فينسيا في قصر بالاتسيو كا كورنر ديلا ريجينا الذي يعود تاريخه إلى القرن الثامن عشر. وفي 9 مايو من عام 2015، تم افتتاح معرضها الدائم الجديد بمدينة ميلانو والذي صممه المهندس ريم كولهاس.

## الجوائز
حازت ميوتشا برادا الدكتوراه الفخرية من الأكاديمية الملكية للفنون في لندن منذ عام 2000.
وفي عام 2004، حصلت على جائزة أفضل مصمم أجنبي من مجلس مصممي الموضة الأمريكيين (CFDA). ثم حصلت على لقب العضوية في الجمعية الفرنسية للفنون والآداب (Officier dans l’Ordre des Arts et des Lettres) من وزارة الثقافة الفرنسية.
في شهر مارس من عام 2008، خصصت مجلة نيويورك تايمز للمرة الأولى غلاف عددها ومقالة تغطي ست صفحات لأحد مصممي الأزياء، والتي كانت من نصيب: ميوتشا برادا.
وفي عام 2010، حصلت على جائزة نوط ماكيم.
في عام 2013، تم تكريمها بجائزة ليو وجائزة آغني غوند التكريمية والتي تنظمها المؤسسة الدولية لرعاة الفن (ICI)، في نيويورك.
وفي نفس العام، تم تكريم ميوتشا من جانب مجلس الموضة البريطاني بإهدائها جائزة أفضل مصمم أجنبي خلال العام.